# Hrusziwka (obwód mikołajowski)
Hrusziwka (ukr. Грушівка) – wieś na Ukrainie, w obwodzie mikołajowskim, w rejonie perwomajskim, w hromadzie Perwomajśk. W 2001 liczyła 1150 mieszkańców, spośród których 1082 wskazało jako ojczysty język ukraiński, 61 rosyjski, 2 mołdawski, a 5 bułgarski.